# Moluscicida
Moluscicidas são pesticidas usados no controle de  moluscos, como as lesmas e caracóis. Essas substâncias
geralmente incluem metaldeído, metiocarbe e sulfato de alumínio, e devem ser usadas com cautela para não causar danos a outros seres que não são alvo de sua aplicação. A maioria dos moluscicidas não são usados na jardinagem e agricultura orgânica pois são proibidos, mas há exceções, como o fosfato férrico. 
O fosfato férrico é substância ativa autorizada para agricultura orgânica pelo Ministério da Agricultura e está presente no lesmicida Ferramol Organic, importado da Alemanha. É um produto de venda livre, registrado na ANVISA.
Recentemente chegou ao mercado português o novo moluscicida Metarex Inov que se distingue por possuir registos em mais de 60 culturas, grande resistência à humidade, atratividade por forma a melhor atrair o invasor em detrimento das plantas assim como uma maior palatibilidade de forma a garantir a ingestão suficiente de isco uma vez que o metaldeído actua por ingestão.